# When I Love, I Love
When I Love, I Love é uma canção composta por Harry Warren e Mack Gordon, gravada pela cantora e atriz Carmen Miranda, acompanhada pelo conjunto musical Bando da Lua, em 9 de outubro de 1941. A música integra a trilha sonora do filme Week-End in Havana, dirigido por Walter Lang e produzido pela 20th Century Fox.

## Antecedentes
Parte dos muitos musicais produzidos pela Fox na década de 1940 com cenários ambientados no sul da fronteira, Week-End in Havana (1941), estrelado por Alice Faye e Carmen Miranda, pode ser considerado previsível, mas isso não diminui seu charme. Durante a Segunda Guerra Mundial, a indústria cinematográfica de Hollywood enfrentou dificuldades, especialmente devido à impossibilidade de exportar seus filmes para a Europa, o que impactou suas receitas. Após anos de negligência, Hollywood percebeu o potencial de um mercado valioso nos países latino-americanos. Embora filmes de Hollywood (principalmente os musicais) já fossem exibidos na América Central e do Sul, os estúdios nunca tinham direcionado especificamente suas produções para esse público. Nos anos 1940, muitos musicais passaram a adotar cenários latinos e trilhas sonoras inspiradas nas músicas "do sul da fronteira", atraindo também os cinéfilos nos Estados Unidos. Um exemplo notável dessa tendência é Week-End in Havana.
As canções de Week-End in Havana foram compostas por Harry Warren e Mark Gordon, com Carmen Miranda interpretando quatro números musicais no filme. Ela canta a canção-título durante os créditos de abertura, "Rebola a Bola", além de "When I Love, I Love" e, por fim, "The Nango". As faixas foram gravadas nos estúdios da Decca Records em 9 de outubro de 1941 e lançadas como parte da trilha sonora do filme. 